# Progressbar95
El Progressbar95 és un joc gratis per mòbil Android o iOS (iPhone i iPad) que apel·la per la nostàlgia d'usuaris d'antics sistemes operatius, com el Windows 95 i Windows 98, etc.
És un joc simple, atès que només exigeix una de les mans per tocar en la tela mentre guia una barra de progrés que necessita ser omplerta fins 100%. No obstant això, el joc té diverses fases, obstacles i opcions d'upgrade que mantenen l'experiència interessant. Confereixi, en el tutorial a baix, com jugar Progressbar95 per transformar el seu telèfon intel·ligent en un antic ordinador.

### Blocs de dades
Hi ha diversos tipus de blocs diferents que cauen del topo de la tela. El jugador ha d'obtenir, en general, els blocs blaus – sigui el blau-fosc, que addiciona 5% de progrés, o el blau clar, que pot oferir més progrés com bônus. Com més progrés s'obté, més difícil la tasca es fa. Això perquè és necessari que els blocs entrin en contacte amb la part buida de la barra de progrés. Cas el jugador ompli tota la barra amb blocs blaus, rep un bônus per ser perfeccionista.